# The Power of Love (Huey Lewis and the News)
The Power of Love è un singolo del 1985 di Huey Lewis and the News scritto per la colonna sonora del film Ritorno al futuro. Fu il primo singolo del gruppo ad arrivare alla prima posizione della Billboard Hot 100, e in seguito ottenne un discreto successo in tutto il mondo. La canzone fu candidata agli Academy Award del 1986 nella categoria Oscar alla migliore canzone.

## Utilizzo del brano nei film
La canzone viene utilizzata all'inizio del film Ritorno al futuro nella scena in cui Marty McFly (Michael J. Fox) va a scuola con lo skateboard e in altre scene successive del film. In una di queste fa una breve apparizione lo stesso Huey Lewis. Nel seguito Ritorno al futuro - Parte II, il personaggio di Marty del 2015 accenna il brano strimpellandolo con la chitarra. In Ritorno al futuro - Parte III il brano viene riprodotto brevemente nella scena finale all'interno dell'automobile di Needles.

### Altri media
La canzone viene anche utilizzata nel film Deadpool & Wolverine del 2024, nella scena dove il titolare mercenario viaggia in vari universi per prendere una buona variante di Wolverine e affrontare insieme la missione che gli spetta.

## Il video
Il video prodotto per The Power of Love, e incluso nei contenuti speciali del DVD di Ritorno al futuro - Parte II, vede il gruppo Huey Lewis and The News suonare in un nightclub. Il gruppo viene interrotto dal Dr. Emmett "Doc" Brown che compare a bordo della DeLorean, apparentemente di ritorno da un viaggio nel tempo.

## Tracce
1. The Power of Love – 3:55
2. Finally Found A Home – 3:41

## Classifiche
| CLassifica (1985)                             | Posizione più alta |
| --------------------------------------------- | ------------------ |
| U.S. Billboard Hot 100                        | 1                  |
| U.S. Billboard Mainstream Rock Tracks         | 1                  |
| U.S. Billboard Adult Contemporary             | 6                  |
| U.S. Billboard Dance Club Play                | 22                 |
| U.S. Billboard Dance Music/Maxi-Singles Sales | 23                 |
| Regno Unito                                   | 9                  |
| Svizzera                                      | 11                 |
| Austria                                       | 24                 |
| Francia                                       | 38                 |